# کتاب‌شناسی داریوش آشوری
این مقاله فهرستی است از نوشته‌های داریوش آشوری، اندیشمند و مترجمِ ایرانی قرن چهاردهم هجری خورشیدی.

## مرجع
- دانشنامه سیاسی
- فرهنگ علوم انسانی

همکاری
- دایرةالمعارف فارسی
- دانشنامه ایرانیکا
- لغت‌نامه دهخدا

## رساله‌ها
| تاریخ نگارش | نام                                                                                 | تاریخ انتشار | ناشر             | توضیحات                   |
| ----------- | ----------------------------------------------------------------------------------- | ------------ | ---------------- | ------------------------- |
|             | پول و اقتصاد                                                                        | ۱۳۴۹         | کانون پرورش فکری | با نقّاشی‌های نفیسه ریاحی   |
|             | نگاهی به سرزمین، تاریخ، جامعه و فرهنگ چین از دیرینه‌ترین روزگار تا پایان سده‌ی نوزدهم |              |                  |                           |
|             | درآمدی به جامعه‌شناسی و جامعه‌شناسی سیاسی                                             |              | مروارید          |                           |
|             | تعریف‌ها و مفهوم فرهنگ                                                               |              | آگه              |                           |
|             | عرفان و رندی در شعر حافظ                                                            | ۱۳۷۷         | مرکز             | نامِ پیشین: هستی‌شناسی حافظ |
|             | زبانِ باز                                                                            | ۱۳۸۷         | مرکز             |                           |

## مقاله‌ها
- «مشکل هنرمند امروز»
- «عرفان چین»
- «هشیاری تاریخی»
- «شعر آزادی است»
- «جان پریشان ایران»
- «اسطوره فلسفه در میان ما»
- «چند نکته درباره‌ی مقاله‌ی «تأملاتی پیرامون "فرهنگ علوم انسانی"»»
- «پروژه بازگشت به عصر استبداد مدرن»
- «درباره‌ی تعریف شعر»
- «چند پیشنهاد درباره‌ی روش نگارش و خط فارسی»

### مجموعه
- دو مقاله
- گشتها
- ایرانشناسی چیست
- ما و مدرنیت
- شعر و اندیشه
- بازاندیشی زبان فارسی
- پرسه‌ها و پرسش‌ها

## ترجمه‌ها

### کتاب
| نام                                              | نویسنده         | ناشر فارسی    | سال انتشار فارسی | توضیحات                        |
| ------------------------------------------------ | --------------- | ------------- | ---------------- | ------------------------------ |
| آرمان‌شهر                                         | تامس مور        | خوارزمی آگه   |                  | با نادر افشار نادری – ویراست ۲ |
| زمینه اسلامی شاعرانگی تجربه دینی                 | عزیز اسماعیل    | فرزان روز     |                  |                                |
| چنین گفت زرتشت                                   | فریدریش نیچه    | آگه           |                  |                                |
| فراسوی نیک و بد                                  | فریدریش نیچه    | خوارزمی       | ۱۳۷۵             |                                |
| تبارشناسی اخلاق                                  | فریدریش نیچه    | آگه           |                  |                                |
| غروب بت‌ها                                        | فریدریش نیچه    | آگه           |                  |                                |
| مکبث                                             | ویلیام شکسپیر   | آگه           |                  |                                |
| شهریار                                           | نیکولو ماکیاولی | آگه           |                  |                                |
| تاریخ فلسفه کاپلستون: جلد هفتم: از فیشته تا نیچه | فردریک کاپلستون | علمی و فرهنگی |                  |                                |

### کوتاه‌تر از کتاب
| نام                  | نویسنده      | ناشر فارسی | سال انتشار فارسی | توضیحات              |
| -------------------- | ------------ | ---------- | ---------------- | -------------------- |
| آتسوموری             |              |            | ۱۳۴۲             |                      |
| لی کویی، گردباد سیاه |              |            |                  | در کتابِ نمایش در چین |
| مهر تقلبی            |              |            |                  | در کتابِ نمایش در چین |
| دایره‌ی گچی           |              |            |                  | در کتابِ نمایش در چین |
| دین در شرق و غرب     | رادا کریشنان |            | ۱۳۵۰             | فرهنگ و زندگی، ش ۷   |

### جعلیات
دنیای سوفی نوشتهٔ یوستین گردر را آشوری ترجمه نکرده است، ولی سال ۱۳۹۷ کتابی با این مشخّصات در بازار سیاه کتاب فارسی منتشر شده، که جعلی است.

## گفتگوها
- دربارهٔ هنر و ادبیات، به کوششِ ناصر حریری
- «زبان باز»[۲]
- «گفتمان غرب‌زدگی: طغیان روشنفکری جهان سومی برای بازگشت به «خود»»
- «میزگردی درباره‌ی جامعه‌ی مدنی در ایران»[۳]
- گفتگویی در کتابِ ایران در گذر روزگاران
- گفتگویی مفصّل در کتابِ روایت داریوش (۱۴۰۳)

## ویراستاری
- آسیا در برابر غرب، نوشتهٔ داریوش شایگان
- واژگان فلسفه و علوم اجتماعی: برابرنهاده‌های مترجمان و مؤلفان ایرانی